# Radler

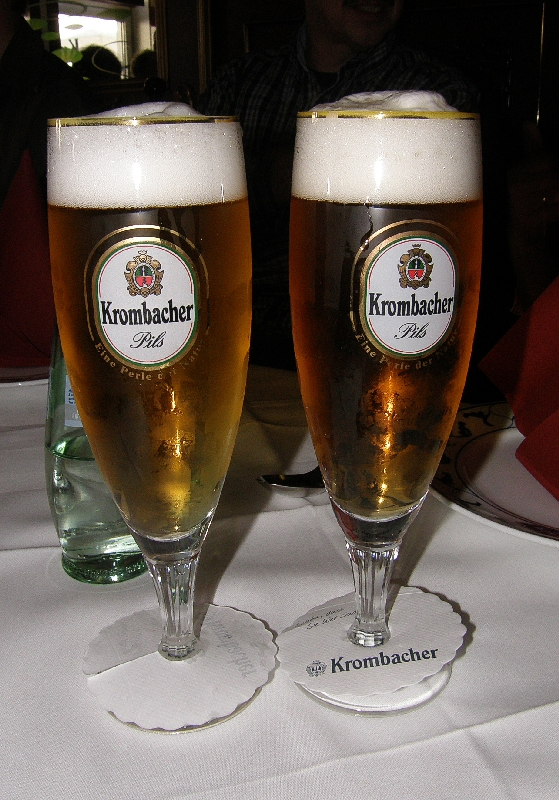
Een Radler (links) en een onverdunde pils (rechts)

Radler is een drank die deels uit bier (soms alcoholvrij) en deels uit limonade bestaat. Het is daardoor een frisdrank met eventueel alcohol. Radler is iets anders dan fruitbier.
De drank zou zijn naam aan wielertoeristen (Fahrradler) danken, die hem in de vroege twintigste eeuw als verfrissing zijn gaan drinken. Men kan hem zowel met bruin als met witbier of pils maken; de variant met witbier wordt een Russe genoemd. Traditioneel is de verhouding tussen bier en limonade 50 op 50, maar sommige fabrikanten verkiezen de combinatie met 60% bier.  Voor de limonade verkiest men gewoonlijk die van citroenen.
Radler wordt op dezelfde manier als bier verkocht, in blik of in flessen, en wettelijk als alcoholhoudende drank beschouwd. Radler is vermoedelijk ontstaan in Beieren, maar wordt geleidelijk overal in Duitsland en omringende landen in Centraal-Europa gedronken. In Nederland verwerft het ook bekendheid sinds Amstel in 2013 zijn Amstel Radler presenteerde. In België kwam toen Maes Radler op de markt.
In navolging van Amstel zijn in Nederland ook Bavaria, Grolsch, Warsteiner en Wieckse met een Radler-drank op de markt gekomen.  Radler heeft over het algemeen een alcoholpercentage van ongeveer twee procent. Hierna volgden ook alcoholvrije versies en varianten met limonade van andere vruchten dan citroenen.
In sommige wintersportlanden (Oostenrijk, Italië) kent men ook "Sport-Radler", "Sauer-Radler" of "BMW" (Bier Mit Wasser). Dit is bier met koolzuurhoudend water.